# Meleoma titschacki
Meleoma titschacki är en insektsart som beskrevs av Navás 1928. Meleoma titschacki ingår i släktet Meleoma och familjen guldögonsländor. Inga underarter finns listade i Catalogue of Life.